# Villejuif
Villejuif é uma comuna francesa na região administrativa da Ilha-de-França, no departamento de Val-de-Marne. Estende-se por uma área de 5,34 km², com 55 490 habitantes, segundo os censos de 2010, com uma densidade de 10 391 hab/km².

## Toponímia
O nome de "Villejuif" aparece pela primeira vez em uma bula do Papa Calisto II, datada de 27 de novembro de 1119, sob a forma de "Villa Judea". Esse nome aparecerá em muitos outras bulas ao longo do século XII, sob grafias ligeiramente diferentes (villis Jude, ville Judei…). Outra grafia é encontrada mais tarde, no século XIII, sob a forma de Villa Jullitoe ou Villa Julite.
Várias versões existem quanto à origem deste nome: a mais provável é a de uma distorção do nome do proprietário de uma villa galo-romana, Juvius ou Juveus. Esta hipótese é reforçada pelo fato de que Villa Judea foi transcrita por muito tempo, Villejuifve, bem como pela presença comprovada de restos de assentamentos galo-romanos.

## Geminação
Villejuif é geminada com várias cidades:
- Mirandola (Itália) desde 1958
- Dunaújváros (Hungria) desde 1958
- Neubrandenburg (Alemanha) desde 1966
- Yambol (Bulgária) desde 1974
- Vila Franca de Xira (Portugal) desde 1978

## Ensino superior
- Institut Sup'biotech de Paris